# Kōnstantinos Fasouliōtīs
Kōnstantinos Fasouliōtīs (in greco: Κωνσταντίνος Φασουλιώτης; 19 agosto 1970) è un ex calciatore cipriota, di ruolo centrocampista.

## Carriera

### Club
Ha giocato nella massima serie del campionato cipriota con l'APOEL Nicosia.

### Nazionale
Ha esordito con la nazionale cipriota nel 1991, giocando 14 partite fino al 1997.